# Đường cao tốc Tuyên Quang – Hà Giang
Đường cao tốc Tuyên Quang – Hà Giang (ký hiệu toàn tuyến là CT.15) là một đoạn đường cao tốc thuộc khu vực trung du và miền núi Bắc Bộ đi qua địa bàn tỉnh Tuyên Quang.
Dự án đường cao tốc Tuyên Quang – Hà Giang hoàn thành sẽ tạo hành lang phát triển kinh tế từ trung tâm thủ đô Hà Nội theo đường cao tốc Nội Bài – Lào Cai, đường cao tốc Tuyên Quang – Phú Thọ đến cửa khẩu Thanh Thủy và đáp ứng nhu cầu đi lại, vận tải hàng hóa ngày càng tăng cao. Đồng thời, giải quyết điểm nghẽn về giao thông liên kết vùng, nội vùng trong tỉnh Tuyên Quang.

## Vị trí
Tuyến cao tốc có chiều dài 165 km. Điểm đầu dự án ở xã Nhữ Khê, tỉnh Tuyên Quang; điểm cuối giai đoạn 1 tại xã Tân Quang, tỉnh Tuyên Quang.

## Thiết kế
Quy mô giai đoạn 1 gồm 2 làn xe, vận tốc thiết kế 100 km/h, nhưng giải phóng mặt bằng bốn làn. Vốn đầu tư công từ chương trình phục hồi và phát triển kinh tế – xã hội. Những năm tới, cao tốc sẽ được nâng lên 4 làn xe và kéo dài đến cửa khẩu quốc tế Thanh Thủy (Hà Giang) với tổng chiều dài 165 km.

## Xây dựng
Đường cao tốc chính thức được khởi công xây dựng vào ngày 28 tháng 5 năm 2023 (đoạn qua tỉnh Hà Giang) và vào ngày 21 tháng 10 năm 2023 (đoạn qua tỉnh Tuyên Quang), dự kiến hoàn thành vào năm 2025.

## Chi tiết tuyến đường

### Làn xe
- 2 làn xe và 2 làn dừng khẩn cấp; một số đoạn vượt xe và nút giao thiết kế 4 làn xe và 2 làn dừng khẩn cấp

### Chiều dài
- Toàn tuyến: 165 km

### Tốc độ giới hạn
- Tối đa: 80 km/h, Tối thiểu: 60 km/h

## Lộ trình chi tiết

Bảng thông tin tốc độ cao tốc (Dự kiến khi khai thác)

- IC : Nút giao, JCT : Điểm lên xuống, SA : Khu vực dịch vụ (Trạm dừng nghỉ), TG : Trạm thu phí, TN : Hầm đường bộ, BR : Cầu

- Đơn vị đo khoảng cách là km.

| Số                                                                                        | Tên               | Khoảng cách từ đầu tuyến | Kết nối                             | Ghi chú                                            | Vị trí      | Vị trí                            |                              |
| ----------------------------------------------------------------------------------------- | ----------------- | ------------------------ | ----------------------------------- | -------------------------------------------------- | ----------- | --------------------------------- | ---------------------------- |
| 1                                                                                         | IC Yên Sơn        | 0.0                      | Đường cao tốc Tuyên Quang – Phú Thọ | Đầu tuyến đường cao tốc                            | Tuyên Quang | Nhữ Khê                           |                              |
| 2                                                                                         | IC Quốc lộ 3B     |                          | Quốc lộ 3B                          | Đang thi công                                      | Tuyên Quang | Thái Sơn                          |                              |
| 3                                                                                         | IC Quốc lộ 2      |                          | Quốc lộ 2                           | Đang thi công                                      | Tuyên Quang | Thái Sơn                          |                              |
| BR                                                                                        | Cầu Hàm Yên       | ↓                        |                                     | Vượt sông Lô Đang thi công                         | Tuyên Quang | Hàm Yên                           |                              |
| 4                                                                                         | IC Đường tỉnh 189 |                          | Đường tỉnh 189                      | Đang thi công                                      | Tuyên Quang | Phù Lưu                           |                              |
| BR                                                                                        | Cầu Vĩnh Tuy      | ↓                        |                                     | Vượt sông Lô Đang thi công                         | Tuyên Quang | Ranh giới Bạch Xa – Vĩnh Tuy      | Ranh giới Bạch Xa – Vĩnh Tuy |
| 5                                                                                         | IC Hùng An        |                          | Quốc lộ 2                           | Đang thi công                                      | Tuyên Quang | Hùng An                           |                              |
| 6                                                                                         | IC Quốc lộ 279    |                          | Quốc lộ 279                         | Đang thi công                                      | Tuyên Quang | Bắc Quang                         |                              |
| 7                                                                                         | IC Việt Vinh      |                          | Đường cao tốc Yên Bái – Hà Giang    | Chưa thi công                                      | Tuyên Quang | Bắc Quang                         |                              |
| 8                                                                                         | IC Tân Quang      |                          | Quốc lộ 2                           | Cuối tuyến đường cao tốc giai đoạn 1 Đang thi công | Tuyên Quang | Tân Quang                         |                              |
| BR                                                                                        | Cầu Tân Quang     | ↓                        |                                     | Vượt sông Lô Chưa thi công                         | Tuyên Quang | Tân Quang                         |                              |
| 9                                                                                         | IC Trung Thành    |                          | Quốc lộ 2                           | Chưa thi công                                      | Tuyên Quang | Linh Hồ                           |                              |
| 10                                                                                        | IC Phương Tiến    |                          | Quốc lộ 2                           | Chưa thi công                                      | Tuyên Quang | Vị Xuyên                          |                              |
| 11                                                                                        | IC Minh Khai      |                          | Quốc lộ 2                           | Chưa thi công                                      | Tuyên Quang | Phú Linh                          |                              |
| BR                                                                                        | Cầu Minh Khai     | ↓                        |                                     | Vượt sông Lô Chưa thi công                         | Tuyên Quang | Ranh giới Hà Giang 2 – Hà Giang 1 |                              |
| 12                                                                                        | IC Thanh Thủy     |                          | Quốc lộ 2                           | Cuối tuyến đường cao tốc giai đoạn 2 Chưa thi công | Tuyên Quang | Thanh Thủy                        |                              |
| Kết nối với Đường cao tốc Thiên Bảo – Hầu Kiều (Trung Quốc) thông qua Cửa khẩu Thanh Thủy |                   |                          |                                     |                                                    |             |                                   |                              |
| 1.000 mi = 1.609 km; 1.000 km = 0.621 mi                                                  |                   |                          |                                     |                                                    |             |                                   |                              |